# Peter Wellnhofer
Peter Wellnhofer (nascido em 1936 em Munique) é um paleontólogo alemão. Ele é considerado um dos maiores especialistas do mundo em pterossauros e o "pássaro primevo" Archaeopteryx.

## Prêmios
A espécie-tipo do pterossauro Tapejara foi nomeada em sua homenagem.
Em 2018, Wellnhofer recebeu a fita da Ordem do Mérito da República Federal da Alemanha.

## Obras
- Archaeopteryx und Probleme der Evolutionstheorie. Minerva-Publikation, Munique 1978
- Flugsaurier. Pterosauria. Ziemsen, Lutherstadt Wittenberg 1980
- Solnhofener Plattenkalk. Urvögel und Flugsaurier. Fundação dos Museus de St. Gallen, St. Gallen 1991
- Dinosaurier – Tatsachen und Theorien. Stiftung St. Galler Museen, St. Gallen 1991 ISBN 9783806240689
- The Illustrated Encyclopaedia of Pterosaurs. Salamander Books, Londres 1991 ISBN 978-0517037010
- Archaeopteryx. Der Urvogel von Solnhofen. Pfeil, Munique 2008